# Draize-test
De Draize-test is een toxicologische dierproef die in 1944 ontwikkeld werd door de toxicoloog John H. Draize en collega's van de Amerikaanse Food and Drug Administration (FDA). Deze test werd onder andere gebruikt voor het testen van cosmetica.

## Uitvoering
De test bestaat erin 0,5 ml of 0,5 g van de te beoordelen stof met een 2,5 x 2,5 cm-patch gedurende vier uur aan te brengen op de huid van een proefdier, en vervolgens gedurende 14 dagen de huideffecten te beoordelen. De mogelijke huideffecten bestaan uit roodheid (erytheem) en zwelling (oedeem). In ernstige gevallen kunnen tekenen van corrosiviteit, zoals necrose, bloedingen hemorragiën, korstvorming, uitmondend in littekenweefsel worden waargenomen.

## Alternatief
- in-vitrocorrosiviteitstest
- Peira LLBO 180[1]